# Barkblomflugor
Barkblomflugor (Hammerschmidtia) är ett släkte av tvåvingar som beskrevs av Theodor Emil Schummel 1834. Barkblomflugor ingår i familjen blomflugor.
Släktet innehåller bara arten Hammerschmidtia ferruginea.